# Pedro Neto
Pedro Lomba Neto (n. 9 martie 2000, Viana do Castelo, Alto Minho Subregion⁠(d), Portugalia) este un fotbalist profesionist portughez care evoluează pe post de extremă la Chelsea în Premier League și la echipa națională a Portugaliei.
Și-a început cariera la Braga, care l-a împrumutat clubului italian Lazio în vara lui 2017. În 2019, a semnat cu Wolverhampton Wanderers, unde s-a confruntat cu mai multe probleme de accidentare. În 2024, după cinci ani cu Wolves, Neto a părăsit clubul pentru a se alătura lui Chelsea.
Fost internațional portughez la nivel de tineret, Neto a debutat cu naționala mare în noiembrie 2020, marcând în primul său meci. A făcut parte din lotul Portugaliei pentru UEFA Euro 2024.

## Titluri
Lazio
- Coppa Italia: 2018–19 [2]

Chelsea
- UEFA Conference League: 2024–25[3]